# (7399) Somme
(7399) Somme ist ein Asteroid des inneren Hauptgürtels. Er wurde am 29. Januar 1987 von dem belgischen Astronomen Eric Walter Elst am La-Silla-Observatorium der Europäischen Südsternwarte in Chile (IAU-Code 809) entdeckt. Sichtungen des Asteroiden hatte es vorher schon am 30. Oktober 1965 (1965 UU) am Goethe-Link-Observatorium in Indiana und am 9. November 1972 (1972 VH1) am Krim-Observatorium in Nautschnyj gegeben.
Mit einer Albedo von 0,238 (±0,019) hat (7399) Somme eine für Asteroiden relativ helle Oberfläche. Nach der SMASS-Klassifikation (Small Main-Belt Asteroid Spectroscopic Survey) wurde bei einer spektroskopischen Untersuchung von Gianluca Masi, Sergio Foglia und Richard P. Binzel bei (7399) Somme ebenfalls von einer hellen Oberfläche ausgegangen, es könnte sich also, grob gesehen, um einen S-Asteroiden handeln.
Mittlere Sonnenentfernung (große Halbachse), Exzentrizität und Neigung der Bahnebene des Asteroiden ähneln grob den Bahndaten der Mitglieder der Flora-Familie, einer großen Gruppe von Asteroiden, die nach (8) Flora benannt ist. Asteroiden dieser Familie bewegen sich in einer Bahnresonanz von 4:9 mit dem Planeten Mars um die Sonne. Die Gruppe wird auch Ariadne-Familie genannt, nach dem Asteroiden (43) Ariadne.
(7399) Somme wurde am 9. September 2014 nach dem nordfranzösischen Fluss Somme benannt.